# 赵泰隆
赵泰隆（1990年1月4日—），吉林长春人，中国篮球运动员，现效力于CBA青岛雄鹰队。他是唯一一位既获得过CBA全明星赛扣篮大赛冠军（2011、2012），又获得过CBA全明星赛三分球大赛冠军（2016）的球员。

## 生平
2006年代表吉林澳华队出战NBL。
2006年，赵泰隆代表福建浔兴青年男篮参加全国青年联赛，07-08赛季开始效力于福建浔兴。

### 國產水花
2017-2018年CBA賽季，趙泰隆和其隊友陳林堅的賽季場均三分命中率高達恐怖的50%，從此被國內球迷稱為「福建水花」。